# Lopikerwetering
De Lopikerwetering in Zuid-Holland is van oorsprong een veenriviertje. Hij loopt vanaf de Grote Gracht aan de oostzijde van Schoonhoven door het Hoogheemraadschap De Stichtse Rijnlanden over ca. zes kilometer naar het oosten. Langs Cabauw loopt de wetering naar Lopik, waar hij overgaat in achtereenvolgens de Enge IJssel, Kromme IJssel en de Hollandse IJssel.
Op oude kaarten wordt de Lopikerwetering ook aangeduid als Lobeke, Zevender, Lopiksche Vliet, en Lopiksche Vaart of Lopiksche Wetering.
De Lopikerwetering en de verschillende delen van de IJssel zijn waterlopen die regenwater afvoeren naar de rivier de Nieuwe Maas bij Capelle aan den IJssel en uiteindelijk naar de Noordzee. De huidige Lopikerwetering was al in de tijd van het onontgonnen veengebied een veenriviertje, net als onder andere de Vlist. Voor de inpolderingen stonden deze waterlopen, als onderdeel van de rivierdelta van Rijn en Maas, in open verbinding met de Lek bij Schoonhoven. Nu heeft de Lopikerwetering alleen nog via de Hollandse IJssel een open verbinding met de Noordzee.